# Не підганяй кохання
«Не підганяй кохання» (рос. Не торопи любовь!) — український телевізійний фільм 2008 року, лірична комедія.

## Синопсис
Після тривалих стосунків із чоловіком, які розлетілися немов картковий будиночок, Катині подруги вирішують допомогти їй зі шлюбом. Адже стільки років в очікуванні пропозиції руки і серця було витрачено даремно! Вони всі сили кидають на пошук хорошого жениха для неї. Та і від Каті очікується багато чого — серйозно зайнятися своєю фігурою і змінити стиль одягу. Які відкриття чекають на компанію жінок?